# SN 2008cd
SN 2008cd – supernowa typu Ia odkryta 29 kwietnia 2008 roku w galaktyce NGC 5038. W momencie odkrycia miała maksymalną jasność 16,60m.